# Пантелей Урумов
Пантелей Манчев Урумов е български юрист и общественик, член на Върховния македонски комитет.

## Биография
Урумов е роден в град Велес. Участва в съпротивата срещу Берлинския договор и е комисар на софийския комитет „Единство“ и е сред организаторите на Кресненско-Разложкото въстание, като е член на Привременната комисия.
Председател е на Софийския апелативен съд. На Втория (1895) и Третия конгрес (1896) на Македонската организация в България е избран за член на ВМК. Умира на 29 юни 1909 година.